# Domenico Triggiani
Domenico Triggiani (Bari, 12 settembre 1929 – Bari, 25 dicembre 2005) è stato uno scrittore, drammaturgo, regista e critico teatrale italiano.
È considerato uno dei personaggi cardine della cultura barese.

## Biografia
È stato autore di 80 opere, in lingua e in vernacolo barese, quasi tutte edite: commedie, drammi, radiodrammi, atti unici, romanzi, racconti, inchieste di costume, repertori bio-bibliografici, saggi di critica letteraria e di sociologia. 
L'esordio letterario di Triggiani risale agli inizi degli anni cinquanta, quando risultò vincitore del Premio Nazionale Gastaldi per il Teatro con la commedia Papà, a tutti i costi, pubblicata nel 1954. 
È stato fondatore e condirettore, dal 1956 al 1959, con Napoleone Bartuli, della Rivista di lettere arti e critica "Polemica" - alla quale collaboravano noti esponenti della cultura italiana come Francesco Flora, Renato Palazzi, Grande, Hrand Nazariantz, Beccari, Fiume, Corrado Govoni, Saponaro, Marino Moretti, Bargellini - e il principale organizzatore, negli stessi anni, delle quattro edizioni del Premio Città di Bari per la narrativa”, sotto l'egida della Fiera del Levante e in collaborazione con la Casa Editrice Ceschina di Milano. 
Tra le iniziative culturali promosse dalla Rivista Polemica durante la direzione di Triggiani merita di essere segnalato l'avvio di un'attività editoriale attraverso la Collana Le Pietre e la realizzazione, in collaborazione con il G.A.D.-Prometeo, del Teatro Circolare presso l'Albergo delle Nazioni sul Lungomare di Bari: il secondo in Italia dopo il Sant'Erasmo di Milano.
Numerose sono le opere di saggistica e critica storico-letteraria che Triggiani ci ha lasciato, tra le quali: Alle soglie del caos (ed. Polemica, 1956); Inchiesta sulla gioventù bruciata, con prefazione del prof. Aldo Agazzi (ed. Polemica, 1957); Inchiesta sul teatro (ed. Polemica, 1958); Zoo letterario (ed. Polemica, 1959); Dizionario degli scrittori (1ª ed. Milillo, 1960; 2ª ed., Levante, 1961; 3ª ed., Levante, 1964); Storia delle riviste letterarie d'oggi (ed., Levante, 1961); Guida storica artistica e turistica illustrata della provincia di Bari (ed. Levante, 1964); Per la storia della letteratura italiana contemporanea (ed. Levante, 1967). 
Triggiani è stato però soprattutto autore di teatro, cui ha dedicato la maggior parte della sua produzione letteraria. Dei suoi primi lavori teatrali se ne parlò agli inizi degli anni ‘60 all'Actor's Studio di Broadway, nel corso di conferenze sul teatro europeo: in tale occasione Triggiani fu inserito fra gli autori validi del giovane teatro europeo. Il teatro di Triggiani è stato etichettato in vari modi, con richiami al teatro a Ugo Betti, ad Aristofane, a Luigi Pirandello, a Ibanez: si tratta, comunque, di teatro sociale e psicologico, che affonda il bisturi nei vizi e nelle virtù degli uomini. 
Oltre al già citato atto unico Papà, a tutti i costi, ripubblicato da Capone nel 1992, meritano di essere ricordati: l'atto unico Il dramma di un giudice (1ª ed. Gastaldi, 1962, 2ª ed. Levante, 1983), trasmesso nel 1982 dalla RAI nell'adattamento radiofonico di Luigi Angiuli; il dramma Il destino dipende da Cristina (ed. CEM, 1955); il dramma Peccati di provincia (ed. Levante, 1983); la commedia musicale Donne al potere, con musiche del maestro Ignazio Civera (ed. Capone, 1982).
A partire dagli anni '80 Triggiani ha rivolto il suo interesse anche al dialetto barese, scrivendo decine di commedie divertentissime, portate sulla scena centinaia di volte dal “Gruppo Teatrale Levante”, da lui fondato e diretto - del quale ha fatto parte Rosa Lettini - e da altre compagnie teatrali. In tale ambito artistico, come ha scritto lo scrittore e storico barese Vito Antonio Melchiorre, l'autore ha mostrato «vena e capacità tali da consentirne, in qualche maniera, l'accostamento, in chiave moderna, a nomi come quelli di Giovanni Meli per il siciliano, di Giuseppe Gioacchino Belli e di Trilussa per il romanesco e, perché no?, di Carlo Goldoni per il veneziano».

## Opere

### Saggistica
- Alle soglie del caos (ed. Polemica, Bari, 1957)
- Inchiesta sulla gioventù bruciata (ed. Polemica, Bari, 1957)
- Inchiesta sul teatro (ed. Polemica, Bari 1958)
- Zoo Letterario (ed. Polemica, Bari, 1959)
- Dizionario degli scrittori (1ª ed. Milillo, Bari 1960; 2ª ed., Levante, Bari, 1961; 3ª ed., Levante, Bari, 1964)
- Storia delle riviste letterarie d'oggi (ed. Levante, Bari, 1961)
- Guida storica artistica e turistica illustrata della provincia di Bari (ed. Levante, Bari 1964)
- Per la storia della letteratura italiana contemporanea (Ed. Levante, Bari, 1967)

### Teatro in lingua
- Papà, a tutti i costi (1ª ed. Gastaldi, Milano, 1954; 2ª ed., Capone, Lecce, 1982)
- Il destino dipende da Cristina (ed. CEM, Reggio Calabria, 1955)
- Il dramma di un giudice (1ª ed., Gastaldi, Milano, 1962; 2ª ed., Levante, Bari, 1983)
- Peccati di provincia (ed. Levante, Bari, 1983)
- Donne al potere (con musiche del maestro Ignazio Civera) (ed. Capone, Lecce, 1982)
- L'Arciguardiano (inedito, 1983)
- La valigia misteriosa (ed. Tipografica, Bari, 2000)
- Come ti erudisco pupi e burattini (ed. Tipografica, Bari, 2000)

### Teatro in vernacolo barese
- Le Barise a Venezie (ed. Levante, Bari, 1984)
- La candine de Cianna Cianne (ed. Levante, Bari, 1984)
- All'àneme de la bonaneme (ed. Capone, Lecce, 1986)
- U'madremmonie de Celluzze (ed. Capone, Lecce, 1986)
- No, u manecomie no! (ed. Capone, Lecce, 1986)
- Che le sùrde jè megghie a jèsse mute (ed. Tipografica, Bari, 2000)
- S'ò ffatte sé (ed. Tipografica, Bari, 2000)
- Nge ne sìme ascennùte (ed. Tipografica, Bari, 2000)
- U retorne de Giacchìne Muràtte (ed. Tipografica, Bari, 2000)
- A cchiànge stù muerte sò làggreme perdùte (ed. Tipografica, Bari, 2000)
- No, u muèrte non u vogghie! (ed. Tipografica, Bari, 2000)
- Nessciùne u sape (ed. Tipografica, Bari, 2000)

### Romanzi
- Da Adame ad Andriotte (con Rosa Lettini), romanzo storico-satirico in vernacolo barese, con presentazione di V.A. Melchiorre (ed. Schena, Fasano, 1992)
- Il virus del passato (con Rosa Lettini) (ed. Capone, Lecce, 1989)
- Il giudice Pandis (con Rosa Lettini) (ed. Serarcangeli, Roma, 1990)
- In diretta dall'inferno (con Rosa Lettini) (ed. Tipografica, Bari, 2003)